# Улица Кирова (Гродно)
Улица Кирова (исторические названия — Мирницкая, Резницкая, Полицейская, Листовского) — улица в центральной части города Гродно.

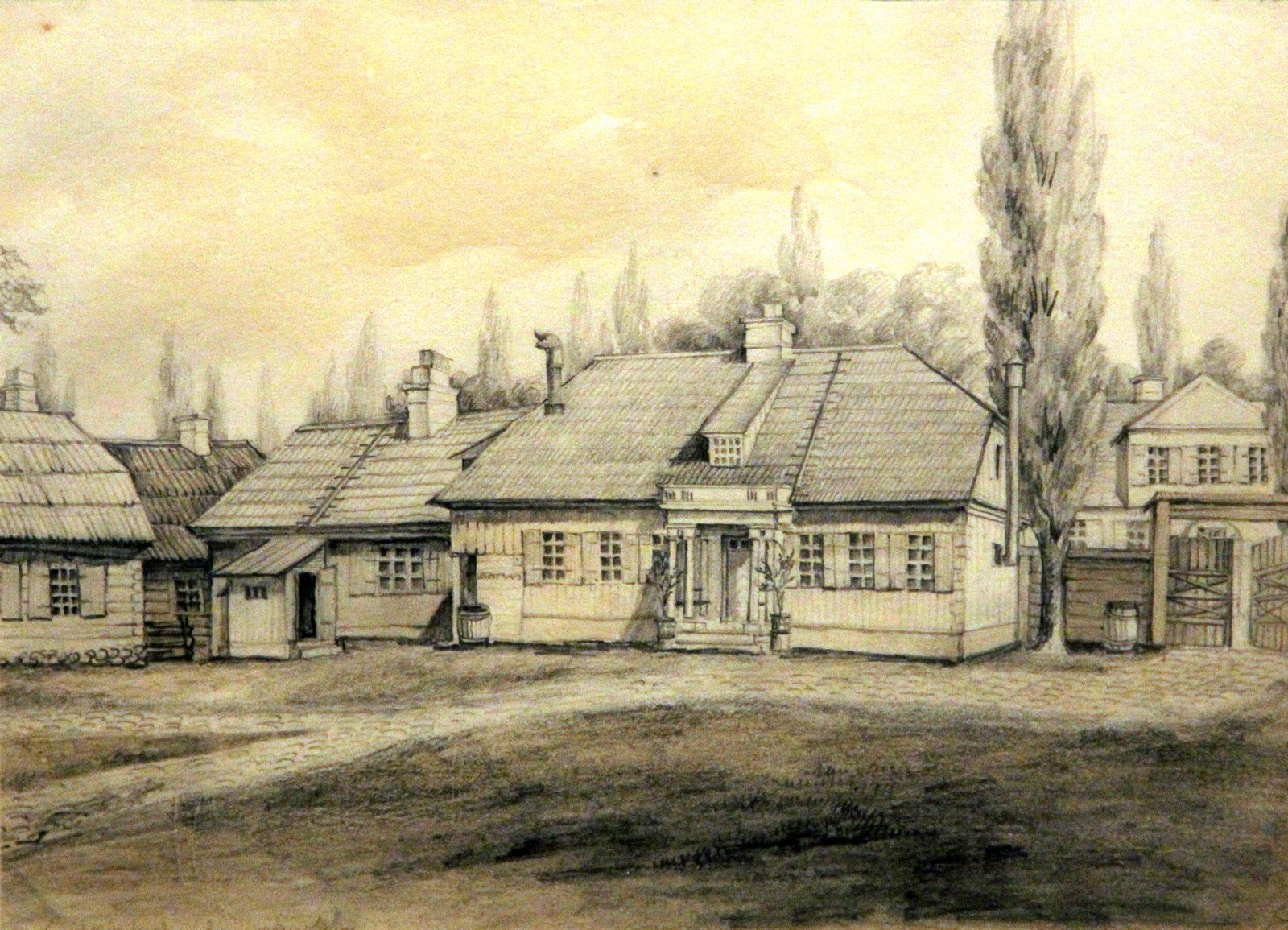
Наполеон Орда. Дом Макавельской на ул. Скальмонаской (ныне на углу ул. Городничанской и ул. Кирово), 1887 г.

Названа в 1940 году в честь С. М. Кирова. Протяжённость улицы составляет 700 метров, от улицы Пасионария до улицы Буденной. Она начала формироваться в XV веке. В XVII веке. там жили мясники, о чём свидетельствует прежнее название — Резницкая.
В начале улицы находится здание, построенное в XVII веке. Монастырь иезуитов, памятник архитектуры стилей барокко и рококо. В конце XIX и начале XX вв. улица в основном была застроена 2-3 этажными домами.